# Dysdera erythrina provincialis
Dysdera erythrina là một phân loài nhện trong họ Dysderidae.
Loài này thuộc chi Dysdera. Dysdera erythrina provincialis được Eugène Simon miêu tả năm 1882.

## Hình ảnh

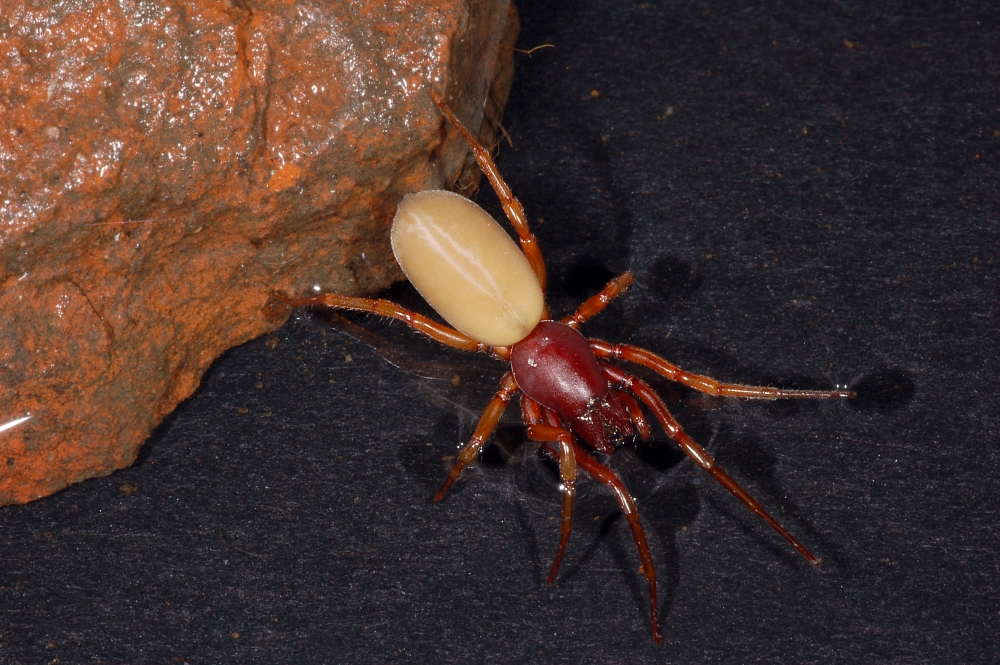
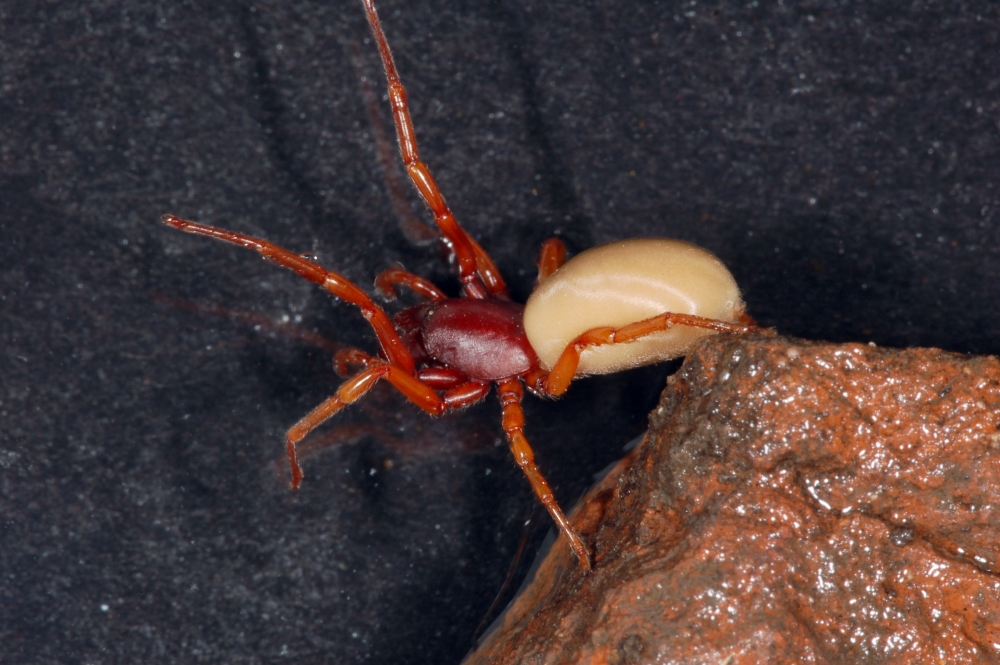
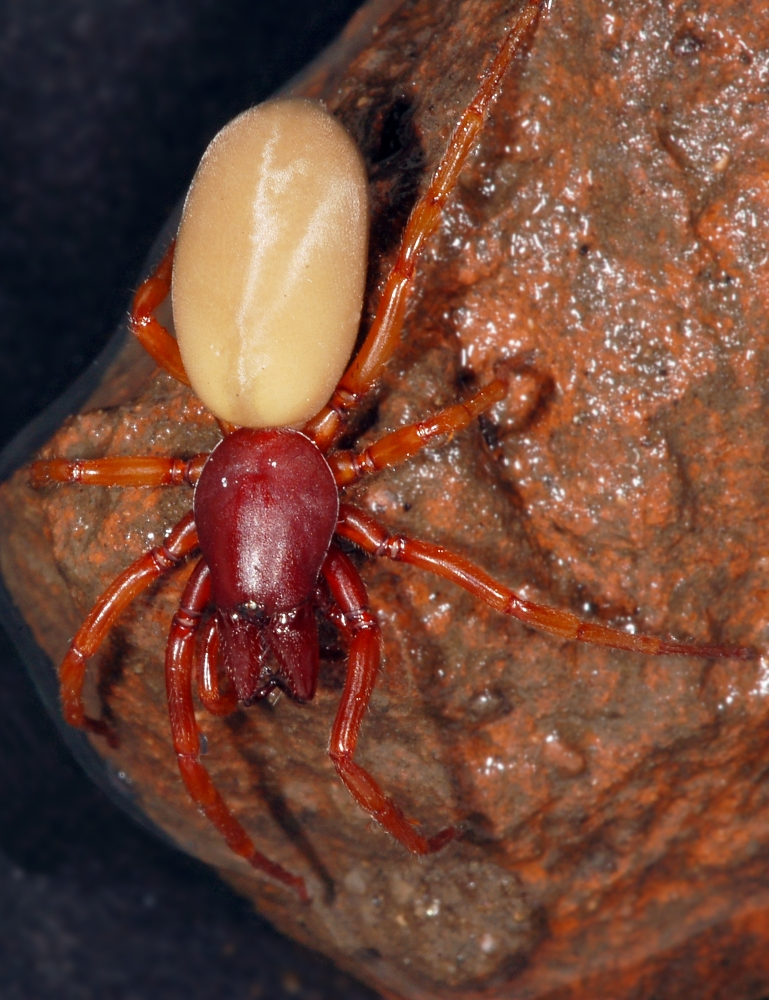